# Junnosuke Yoshiyuki
Junnosuke Yoshiyuki (吉行 淳之介, Yoshiyuki Junnosuke, Okayama, 13 de abril de 1924 — Tóquio, 26 de julho de 1994) foi um romancista e contista japonês.

## Vida
Nascido em Okayama, Yoshiyuki era o filho mais velho do autor Eisuke Yoshiyuki, mas sua família mudou-se para Tóquio quando ele tinha apenas três anos. Yoshiyuki frequentou a Escola Secundária de Shizuoka, onde cresceu e interessou-se pelas histórias de Thomas Mann, e em 1945 entrou para a Universidade de Tóquio. Yoshiyuki deixou a universidade sem obter um grau académico e começou a trabalhar como editor em tempo integral numa revista polémica, enquanto gastava seu tempo livre para beber, apostar e a frequentar prostitutas. A sexualidade e a prostituição formariam um tema constante na sua escrita.

## Obras e prémios
A primeira ficção de Yoshiyuki foi Bara Hanbainin (薔薇販売人, lit. "A Vendedora de Rosas") publicada em 1950, seguida pelos romances Genshoku no Machi (lit. "A Cidade das Cores Primárias", 1951, revisado em 1956), Shu-u (驟雨, lit. "Chuva Súbita", 1954), pelo qual ganhou o Prémio Akutagawa, e Shofu no Heya (lit. "O Quarto de uma Meretriz", 1958). Seu romance Anshitsu (暗室, lit. "O Quarto Escuro", 1969) ganhou o Prémio Tanizaki em 1970. Outra das suas obras mais célebres, Yugure Made (夕暮れまで, lit. "Em Direção ao Anoitecer e Outras Histórias", 1978), levou treze anos para ser escrita, mas após ter sido publicada, rapidamente tornou-se um best-seller e ganhou o Prémio Noma de Literatura. 